# Równowaga Nasha

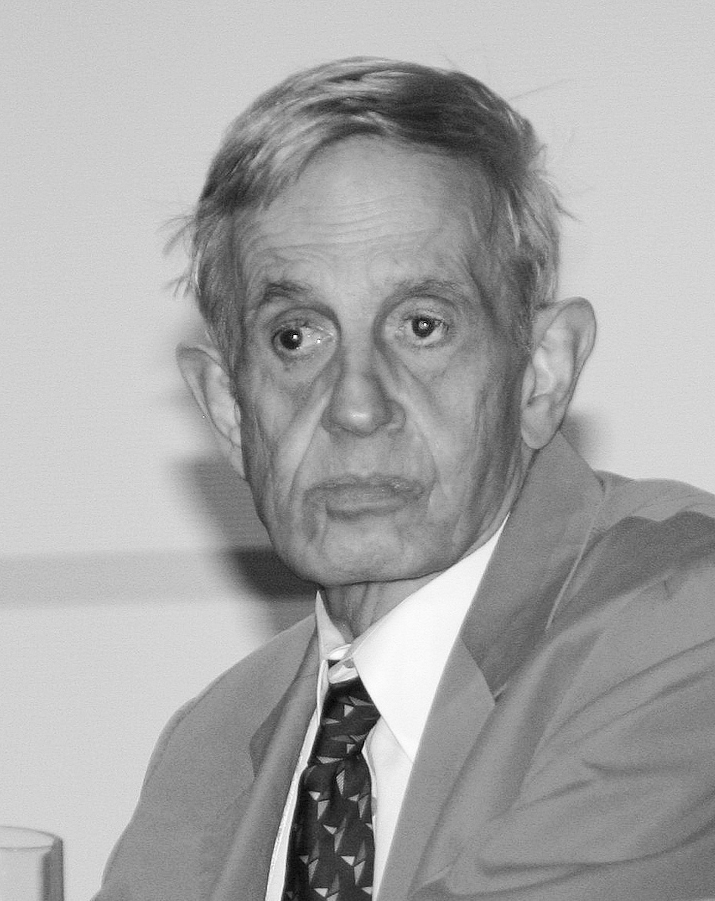
John F. Nash na sympozjum teorii gier na Uniwersytecie Kolońskim, 2006

Równowaga Nasha (ang. Nash equilibrium) – opisywana w teorii gier sytuacja, w której żaden z graczy nie mógłby zyskać, zmieniając swoją strategię, przy założeniu że strategie pozostałych graczy pozostają bez zmian. Jeśli każdy z graczy wybrał strategię (plan działania), wybierając ją na podstawie tego, co do tej pory wydarzyło się w grze, a jednocześnie żaden z graczy nie może zwiększyć własnej oczekiwanej wygranej poprzez zmianę swojego planu działania, podczas gdy pozostali gracze pozostają przy swojej, pierwotnie wybranej strategii, wówczas zestaw wybranych przez poszczególnych graczy strategii nazywa się równowagą Nasha (od nazwiska Johna F. Nasha amerykańskiego matematyka i laureata nagrody im. Nobla w dziedzinie ekonomii).
Każda skończona gra ma przynajmniej jedną równowagę Nasha, niekoniecznie w strategiach czystych. Równowaga Nasha nie musi być efektywna w sensie Pareta. Klasycznym przykładem tej nieefektywności jest paradoks znany jako dylemat więźnia.
Rozważmy grę dwuosobową. Równowagą Nasha jest następujący wybór: wybór gracza A jest optymalny dla wyboru gracza B, i wybór gracza B jest optymalny przy danym wyborze A. Inaczej: wybieram to, co jest dla mnie najlepsze, gdy ty robisz to, co robisz; ty robisz to, co jest dla ciebie najlepsze, gdy ja robię to, co robię.

## Zastosowania
Teoretycy gier wykorzystują równowagę Nasha do analizy wyników interakcji strategicznych kilku decydentów. W strategicznej interakcji wielu decydentów, wynik dla każdego z nich zależy od decyzji innych, jak również jego własnych. Proste spostrzeżenie leżące u podstaw idei Johna F. Nash’a polega na tym, że nie jesteśmy w stanie przewidzieć czyichś wyborów, jeśli analizujemy je w oderwaniu od siebie. Trzeba zatem zapytać o to, co każdy z graczy zrobiłby, biorąc pod uwagę to, czego oczekuje od innych. Równowaga Nasha wymaga zatem również by decyzje poszczególnych graczy były ze sobą spójne, tj. żaden z graczy nie będzie chciał cofnąć swojej decyzji, biorąc pod uwagę to, co zamierzają zrobić inni.
Koncepcja równowagi Nasha została wykorzystana m.in. do analizy wrogich sytuacji, takich jak np. wojny i wyścigi zbrojeń (dylemat więźnia), a także tego, jak te konflikty mogą zostać złagodzone przez powtarzające się interakcje. Wykorzystano ją również do badania w jakim stopniu osoby o różnych preferencjach mogą współpracować (bitwa płci) i czy podejmują ryzyko, by osiągnąć efekt współpracy („polowanie na jelenie”). Współcześnie równowaga Nasha znajduje zastosowanie głównie w podejmowaniu decyzji strategicznych przez przedsiębiorstwa, a także całe gałęzie gospodarcze.

## Przykłady

### Gra koordynacyjna
Gra koordynacyjna jest klasyczną (symetryczną) grą, w której bierze udział dwóch graczy, a dla każdego z nich dostępne są dwie strategie, z przykładową macierzą wypłat znajdującą się poniżej. Gracze powinni więc skoordynować swoje działania w celu uzyskania jak największego zysku.
| Gracz 2 Gracz 1               | Gracz 2 przyjmuje strategię A | Gracz 2 przyjmuje strategię B |
| ----------------------------- | ----------------------------- | ----------------------------- |
| Gracz 1 przyjmuje strategię A | 4, 4                          | 1, 3                          |
| Gracz 1 przyjmuje strategię B | 3, 1                          | 2, 2                          |

W tego typu grze często mamy do czynienia z więcej niż jedną równowagą Nasha.
Jednym z najlepiej znanych przykładów gry koordynacyjnej jest „polowanie na jelenia”. W przykładzie tym dwóch graczy może wybrać czy chce polować na jelenia, czy na królika, z których pierwszy dostarcza więcej mięsa (4 jednostki użyteczności) niż drugi (1 jednostka użyteczności). Zastrzeżenie jest takie, że jeleń musi być upolowany wspólnie, więc jeśli jeden z graczy spróbuje upolować jelenia, podczas gdy drugi upoluje królika, nie uda mu się nic upolować (0 jednostek użytkowych), natomiast jeśli obaj na niego zapolują, podzielą się ładunkiem (2, 2). Gra wykazuje więc dwie równowagi Nasha (jeleń, jeleń) i (królik, królik) i dlatego optymalna strategia graczy zależy od ich oczekiwań, co drugi gracz może zrobić.
Jeśli jeden z myśliwych ufa, że drugi upoluje jelenia, powinien upolować jelenia, a jeśli jednak podejrzewa, że drugi upoluje królika, powinien upolować królika. Ta gra była używana jako analogia do współpracy społecznej, ponieważ wiele korzyści, które ludzie zyskują w społeczeństwie zależy od ludzi współpracujących i pośrednio ufających sobie nawzajem, aby działać w sposób odpowiadający współpracy.

### Dylemat więźnia
Wyobraźmy sobie dwóch więźniów przetrzymywanych w oddzielnych celach, są oni przesłuchiwani jednocześnie i oferowane im są układy (lżejsze wyroki więzienia) za zdradę współwięźnia. Mogą oni współpracować (z drugim więźniem), nie przyznając się do winy, lub nie współpracować, zdradzając drugiego. Istnieje jednak haczyk – jeśli obaj gracze zdradzą, obaj będą musieli odbyć dłuższą karę, niż gdyby żaden z nich nic nie powiedział.
| Gracz 2 Gracz 1 | Kooperacja | Zdradzenie |
| --------------- | ---------- | ---------- |
| Kooperacja      | -1, -1     | -3, 0      |
| Zdradzenie      | 0, -3      | -2, -2     |

Dylemat więźnia ma podobną macierz jak w przypadku gry koordynacyjnej, ale maksymalną nagrodę dla każdego z graczy (w tym przypadku minimalna strata 0) uzyskuje się tylko wtedy, gdy decyzje graczy są różne. Każdy z graczy poprawia swoją własną sytuację, przechodząc od „współpracy” do „porażki”, mając świadomość, że najlepszą decyzją drugiego gracza jest „porażka”. Dylemat więźnia ma więc jedną równowagę Nasha, a jest nią sytuacja gdy obaj gracze decydują się na zdradzenie współwięźnia.
To, co od dawna sprawia, że jest to interesujący przypadek do zbadania, to fakt, że ten scenariusz jest globalnie gorszy od „obu współpracujących”. To znaczy, że obaj gracze byliby w lepszej sytuacji, gdyby obaj zdecydowali się na „współpracę”, a nie na porażkę. Jednakże każdy z graczy mógłby poprawić swoją sytuację poprzez przerwanie współpracy, niezależnie od możliwości lub pewności co do zmiany decyzji przez drugiego gracza.

## Gry w postaci normalnej
Równowaga Nasha w grach o postaci normalnej to profil gry {\displaystyle x^{*}=(x_{1}^{*},\dots ,x_{n}^{*}),} który dla każdego {\displaystyle i\in N} i dla każdej strategii mieszanej {\displaystyle x_{i}(a)} gracza {\displaystyle i}-tego spełnia
{\displaystyle u_{i}(x^{*})=u_{i}(x_{1}^{*},\dots ,x_{i}^{*},\dots ,x_{n}^{*})\geqslant u_{i}(x_{1}^{*},\dots ,x_{i},\dots ,x_{n}^{*}).}
Zatem równowaga Nasha to taki profil gry, że żadnemu z graczy nie opłaca się zmieniać swojej strategii mieszanej.
Równowaga Nasha w strategiach czystych jest to taki profil strategii czystych {\displaystyle a^{*}\in A,} że dla każdego {\displaystyle i\in N} i dla każdej strategii czystej {\displaystyle a_{i}} gracza {\displaystyle i}-tego spełnia
{\displaystyle u_{i}(a^{*})=u_{i}(a_{1}^{*},\dots ,a_{i}^{*},\dots ,a_{n}^{*})\geqslant u_{i}(a_{1}^{*},\dots ,a_{i},\dots ,a_{n}^{*}).}